# 環境カウンセラー
環境カウンセラー（かんきょうカウンセラー）とは、日本の制度で、「市民活動や事業活動の中での環境保全に関する取組について豊富な実績や経験を有し、環境保全に取り組む市民団体や事業者等に対してきめ細かな助言を行うことのできる人材」として、環境省に登録されている人をいう。環境省所管の人材登録制度であり、国家資格ではない。

## 部門
事業者部門と市民部門がある。環境省によれば、それぞれ以下のように分けられている。
事業者部門
所属する事業場内の業務に止まらず、地域の事業者や団体からの環境保全の具体的な対策（例えばエコアクション21やISO 14001 等）に関する相談に対して助言・指導等を行う
市民部門
学校、市民団体等からの環境問題、環境保全活動、組織運営等に関する相談に対する助言・指導、環境学習講座の講師、こどもエコクラブのサポーター・応援団、我が家の環境大臣事業登録団体への助言等を行う。

## 登録審査
登録は、あらかじめ出されている課題論文を提出し、論文合格者は面接試験を受け合格すれば、環境カウンセラーとして登録される。
環境省によれば、環境保全活動に関する実績、環境保全に関する資格、経歴について、次のいずれかに該当するかどうか審査するとしている。
1. 事業者部門
  - 公害防止や環境管理に関する部門に所属した経歴や、事業者に対する環境保全のための具体的な取組、計画づくり等の相談に対する助言を行った実績を10年以上有する(または有する見込みである)こと
  - 公害防止や環境管理に関する部門に所属した経歴や、事業者に対する環境保全のための具体的な取組、計画づくり等の相談に対する助言を行った実績を5年以上有する（または有する見込みである）とともに、技術士（環境又は衛生工学部門）や、公害防止管理者（取得分野2種類以上）、ISO 14001環境審査員等の資格を有すること（その他の環境保全に関する資格については総合的に判断する）
  - 地方公共団体等の委嘱による環境アドバイザー等としての活動経験を3年以上有する（または有する見込みである）こと
2. 市民部門
  - 地域の環境保全活動に積極的に関わった経験（例えば自然観察指導員等として市民等を対象とした環境学習講座、自然観察会等の運営や講師の経験）を5年以上有する（または有する見込みである）こと
  - 市民団体、各種教育機関等で環境保全に携わった経験を5年以上有する（または有する見込みである）こと
  - 地方公共団体等の委嘱による環境アドバイザー等としての活動経験を3年以上有する（または有する見込みである）こと
  - 環境カウンセラーは、登録を継続したい場合には、自己啓発活動や活動内容を環境省に報告する必要がある。

## 協議会
全国各地には、様々な分野の環境カウンセラーが、任意で所属している「環境カウンセラー協会（協議会）」（原則非営利団体）が地域ごとに設立されている。環境に関する啓蒙活動や、カウンセリング活動等を行っている。また所属しているカウンセラーの紹介も行っている。
この協議会は任意団体であり、カウンセラー全員が所属しているものではなく、また全国で統一された規約もないため、各会ごとに目的や活動内容が異なる。